# چیرگی اشکانیان بر ارمنستان
در سال ۵۱ میلادی، بلاش یکم (۷۸–۵۱ م) که از نیرومندترین پادشاهان اشکانی ایران بود به پادشاهی رسید و ارمنستان به دومین شاه‌نشین مستقل اشکانی بدل شد. پس از جنگ‌های طولانی میان روم و اشکانیان، نرون امپراتور روم با درخواست بلاش یکم مبنی بر حکومت برادرش تیرداد بر ارمنستان موافقت کرد. تیرداد با اینکه رفتار و سلوک پادشاهان اشکانی را با خود به ارمنستان آورده بود ولی آداب و سنن حکومتی دودمان آرتاشسی به گونه‌ای در ارمنستان ریشه دوانیده بود که وی به خود فرهنگ ارمنی گرفت و مردم ارمنستان نیز با آغوش باز او را پذیرفتند. از زمان فرمانروایی بلاش پنجم (۱۸۰ میلادی) حکومت شاهان اشکانی ارمنستان یا آرشاکیان موروثی شد. سلسله اشکانی ارمنستان با نام آراشکونی خوانده می‌شود.
در سال ۲۲۶ میلادی، اردشیر بابکان که از خاندان ساسان شاه پارس بود اردوان پنجم اشکانی را سرنگون کرد و فرمانروایی ایران به دست ساسانیان افتاد. ساسانیان با گذشت زمان ارمنستان را تسخیر و آن را جزئی از خاک ایران کردند.